# Nipponogelasma lucia
Nipponogelasma lucia là một loài bướm đêm trong họ Geometridae.